# Tamara Kotevska
Tamara Kotevska (Prilepo, 9 de agosto de 1993) é uma cineasta norte-macedónia. Como reconhecimento, foi indicada ao Oscar 2020 na categoria de Melhor Documentário de Curta-metragem por Medena zemja.